# Petrocephalus wesselsi
Petrocephalus wesselsi is een straalvinnige vissensoort uit de familie van de tapirvissen (Mormyridae). De wetenschappelijke naam van de soort is voor het eerst geldig gepubliceerd in 2000 door Kramer & van der Bank.